# Mariusz Przybylski
Pour les articles homonymes, voir Przybylski.
Mariusz Przybylski, né le 19 janvier 1982 à Częstochowa, est un footballeur polonais. Il évolue au poste de milieu défensif avec le club du Górnik Zabrze.

## Biographie
Mariusz Przybylski joue 158 matchs en Ekstraklasa, inscrivant sept buts.